# Zenon Waszczyszyn
Zenon Włodzimierz Waszczyszyn (ur. 12 lipca 1935 we Lwowie, zm. 28 lutego 2023 w Krakowie) – polski profesor nauk technicznych, specjalista budownictwa, mechaniki i informatyki.

## Życiorys
Egzamin maturalny zdał w 1951 w I Liceum Ogólnokształcącym im. Stanisława Staszica w Chrzanowie. Studia z zakresu budownictwa lądowego ukończył na Politechnice Krakowskiej w 1956. W latach 1956–1957 pracował w biurze projektowym przemysłu naftowego, a następnie (1957–1962) w krakowskim biurze projektów budownictwa przemysłowego. W 1959 został asystentem w Katedrze Statyki Budowli i Wytrzymałości Materiałów Politechniki Krakowskiej, gdzie w 1964 otrzymał doktorat na podstawie pracy Wpływ skrępowanej przesuwności podpór na pracę belek zginanych (promotor: prof. Michał Życzkowski). Habilitował się w 1970 na Politechnice Krakowskiej na podstawie rozprawy Obliczanie skończonych ugięć sprężysto-plastycznych płyt i powłok obrotowo-symetrycznych. Tytuły profesora nadzwyczajnego i zwyczajnego otrzymał w 1976 i 1989.
W latach 1973–1978 prowadził w Politechnice Krakowskiej Ośrodek Elektronicznych Technik Obliczeniowych. Do 1992 kierował Zakładem Stateczności i Metod Obliczeniowych w Instytucie Mechaniki Budowli. Z jego inicjatywy utworzono wtedy Instytut Metod Komputerowych w Inżynierii Lądowej, w którym kierował Katedrą Mechaniki Komputerowej. Od 1997 aż do przejścia na emeryturę w 2005 był dyrektorem tego Instytutu.
Od 2005 do 2014 był zatrudniony w Politechnice Rzeszowskiej jako profesor w Katedrze Mechaniki Konstrukcji.
Specjalizował się w zagadnieniach z zakresu budownictwa, mechaniki i informatyki (w tym mechanice i teorii konstrukcji oraz metodach obliczeniowych sztucznej inteligencji). Był promotorem 17 doktoratów. W 1989 został wybrany członkiem korespondentem krajowym Polskiej Akademii Nauk, a w 2007 członkiem rzeczywistym. Od 1989 był członkiem czynnym Polskiej Akademii Umiejętności i wicedyrektorem Wydziału Nauk Ścisłych i Technicznych w latach 2010–2016.
Zmarł 28 lutego 2023 w Krakowie i został pochowany na cmentarzu Rakowickim w grobie rodzinnym (kwatera BD, rząd 4, miejsce 10).

## Nagrody, odznaczenia i wyróżnienia
W ciągu swojej kariery zawodowej uhonorowany został:
- jedenastoma Nagrodami Ministra Nauki i Szkolnictwa Wyższego za prace indywidualne i zespołowe z zakresu mechaniki i teorii konstrukcji (przyznanymi mu w latach 1965–1999),
- Krzyżem Kawalerskim Orderu Odrodzenia Polski (1979),
- Medalem Komisji Edukacji Narodowej (1989),
- Krzyżem Oficerskim Orderu Odrodzenia Polski (2000),
- tytułem doktora honoris causa Budapest University of Technology and Economics (2001),
- Subsydium dla uczonych Fundacji Nauki Polskiej w zakresie nauk technicznych (2001)[17],
- Nagrodą Ministra Edukacji Narodowej i Sportu za całokształt działalności (2005),
- Medalem Polskiego Towarzystwa Metod Komputerowych Mechaniki im. profesora Zienkiewicza (2009)[18],
- Medalami Zasłużonego dla Politechnik: Krakowskiej (2005), Rzeszowskiej (2005), Częstochowskiej (2010),
- Medalem Dziękujemy za Wolność przyznanym przez Stowarzyszenie „Sieć Solidarności” (2020)[19]

## Publikacje książkowe
- Zenon Waszczyszyn, Czesław Cichoń, Maria Radwańska, Stability of Structures by Finite Element Methods, Elsevier Science, 1994, ISBN 978-0444821232 (ang.). Brak numerów stron w książce
- Zenon Waszczyszyn (red.), Mechanika budowli: ujęcie komputerowe, t. 3, Warszawa: Arkady, 1994, ISBN 83-213-3779-1. Brak numerów stron w książce
- Zenon Waszczyszyn (red.), Neural Networks in the Analysis and Design of Structures, Wien: Springer-Verlag, 2000 (CISM International Centre for Mechanical Sciences), ISBN 978-3-211-83322-3, ISSN 0254-1971 (ang.). Brak numerów stron w książce
- Zenon Waszczyszyn (red.), Advances of Soft Computing in Engineering, Wien: Springer-Verlag, 2009 (CISM International Centre for Mechanical Sciences (CISM, volume 512)), ISBN 978-3-211-99767-3 (ang.). Brak numerów stron w książce

## Działalność społeczna
W latach 1978–1989 działał w „NSZZ Solidarność” Politechniki Krakowskiej. Aktywnie uczestniczył w życiu katolickich wspólnot akademickich. W 1983 był współorganizatorem pieszej pielgrzymki z Krakowa do Rzymu ze specjalną audiencją u Jana Pawła II. Od 2008 był członkiem Chrześcijańskiego Forum Pracowników Nauki, a w 2018 otrzymał jego członkostwo honorowe.

## Inne informacje
W 1961 wstąpił w związek małżeński ze Stefanią „Niusią” Ciubówną, historyk sztuki, która go wspomagała w działalności społecznej.